# محمود حسن إسماعيل
محمود حسن إسماعيل (1328- 1397 هـ/ 1910- 1977 م) شاعر مصري. نبغ في الشعر مبكرًا فأصدر ديوانه الأول وهو طالب سنة 1935 بعنوان «أغاني الكوخ»، وغنَّى له من شعره محمد عبد الوهاب، وأم كلثوم، وعبد الحليم حافظ. وله دواوين كثيرة منها «لا بد» و«تائهون».

## حياته
ولد الشاعر محمود حسن إسماعيل ببلدة النخيلة بمحافظة أسيوط يوم السبت 25 جُمادى الآخرة 1328هـ الموافق 2 يوليو 1910م، وفيها نشأ وحفظ القرآن في سن التاسعة من عمره، وتخرج في دار العلوم سنة 1354هـ/ 1936م، وخدم في الإذاعة المصرية مراقبًا للبرامج الدينية والثقافية إلى أن أحيل على التقاعد.

## مناصبه
- محرر ومساعد للدكتور طه حسين بالمجمع اللغوي المصري.
- مستشار ثقافي بالإذاعة المصرية.
- مدير عام البرامج الثقافية والدينية ورئيس لجنة النصوص بالإذاعة المصرية.
- منشئ محطة القرآن الكريم وقد قام بجمع تسجيلات الشيخ محمد رفعت وحفظها.
- مستشار بلجنة المناهج بوزارة التربية بالكويت.

## نشاطه
اشترك في مؤتمرات وندوات ومهرجانات عدة ومنها:
- مؤتمرات الأدباء والشعر العربي، والمحافل الأدبية في مصر والبلاد العربية منذ عام 1935.
- الندوة العالمية لموضوع الالتزام في الأدب بيوغسلافيا عام 1969.
- مهرجان الشعر العالمي بيوغسلافيا عام 1969 وقد مثَّل مصر فيه.
- مهرجان الكواكب بمدينة حلب.

## أعماله

### القصائد والاشعار
1. أغاني الكوخ 1935
2. هكذا أغني 1937
3. الملك 1946
4. أين المفر 1947
5. نار وأصفاد 1959
6. قاب قوسين 1964
7. لا بد 1966
8. التائهون 1967
9. صلاة ورفض 1970
10. هدير البرزخ 1972
11. صوت من الله 1980
12. نهر الحقيقة 1972
13. موسيقى من السر 1978
14. رياح المغيب، نشرته دار سعاد الصباح لأول مرة عام 1993.[1]

وصدرت مجموعة أشعاره الكاملة، وكان شعره موضوعًا لعدة رسائل جامعية باعتباره لونًا فريدًا في الشعر العربي المعاصر لواحد من أبرز شعراء التجديد.
ومن قصائده المغناة «النهر الخالد» و«دعاء الشرق» اللتان غناهما الموسيقار محمد عبد الوهاب، و«بغداد يا قلعة الأسود» التي غنتها أم كلثوم، و«نداء الماضي» التي غناها عبد الحليم حافظ، وأنشودة «يد الله» للمطربة نجاح سلام، و«الصباح الجديد» التي غنتها فيروز، وأنشودة «أصلي عليك» التي غناها مشاري العفاسي.

## جوائزه
- وسام الجمهورية من الطبقة الثانية عام 1963.
- جائزة الدولة في الشعر سنة 1965.
- جائزة الدولة التشجيعية عن ديوان قاب قوسين.

## وفاته
توفي محمود حسن إسماعيل في الكويت في 25 أبريل 1977م، ونُقل جثمانه إلى مصر، ليُدفن هناك.

## وصلات خارجية
- محمود حسن إسماعيل على موقع أرشيف الشارخ.
- نبذة عن حياة محمود حسن إسماعيل